# هوهنلوکشتدت
هوهنلوکشتدت (به آلمانی: Hohenlockstedt) یک شهر در آلمان است که در اشتاینبورگ واقع شده‌است. هوهنلوکشتدت ۶٬۲۲۴ نفر جمعیت دارد.

## خواهرخوانده
شهرهای Lapua و دارگون خواهرخوانده‌های هوهنلوکشتدت هستند.